# Guy Fawkes National Park
Guy Fawkes National Park är en park i Australien. Den ligger i delstaten New South Wales, i den sydöstra delen av landet, omkring 440 kilometer norr om delstatshuvudstaden Sydney.
Trakten runt Guy Fawkes National Park är nära nog obefolkad, med mindre än två invånare per kvadratkilometer.. Det finns inga samhällen i närheten. 
I omgivningarna runt Guy Fawkes National Park växer i huvudsak städsegrön lövskog. Genomsnittlig årsnederbörd är 1 380 millimeter. Den regnigaste månaden är januari, med i genomsnitt 314 mm nederbörd, och den torraste är oktober, med 6 mm nederbörd.